# Paxton Boys

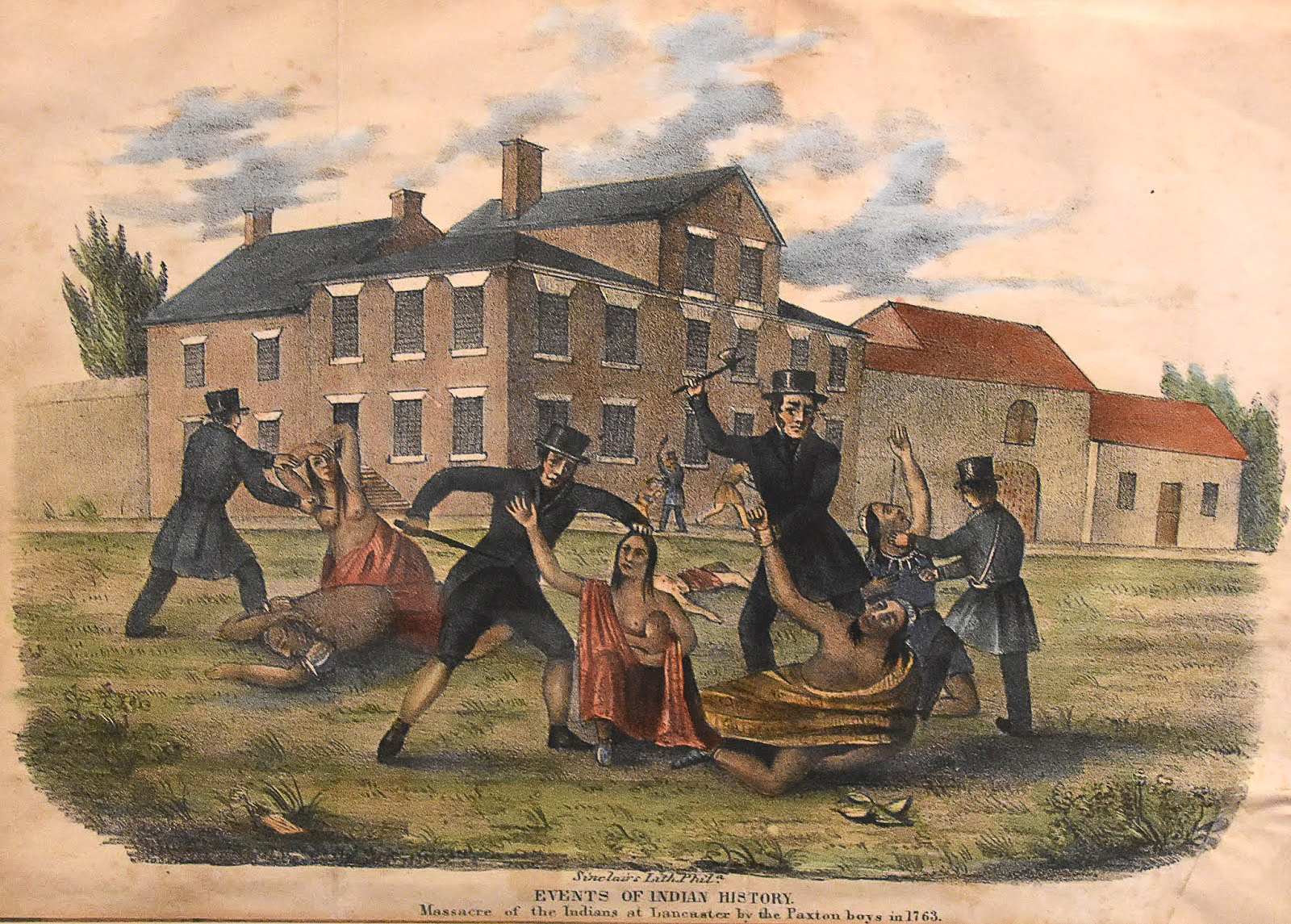
Massacre des Indiens à Lancaster en 1763. Lithographie de 1841.

Paxton Boys est le nom donné à un groupe d'auto-défense formé au XVIIIe siècle qui massacra 20 Amérindiens andastes christianisés.
Le 14 décembre 1763, un groupe d'une soixantaine de colons, incapable de mettre la main sur des Indiens hostiles, se rendit à Conestoga Town (en) où résidait une communauté pacifiste de vingt Amérindiens christianisés. Ayant réussi à mettre la main sur 6 d'entre eux, ils les assassinèrent. En réponse à cette attaque, le gouverneur de Pennsylvanie, John Penn, ordonna de ramener les 14 survivants à Lancaster où ils furent installés dans la prison afin d'assurer leur sécurité et une proclamation fut publiée pour condamner le massacre, connu sous le nom de « Canestoga massacre ».
En réponse, le 27 décembre, un groupe d'une cinquantaine de personnes pénétra dans la prison de Lancaster et massacra les Indiens survivants. Parallèlement, un groupe de 250 colons se mit en marche en direction de Philadelphie déterminé à tuer les Indiens qu'ils pourraient trouver sur leur route et à revendiquer une plus forte représentation des habitants de l'ouest de l'État dans l’administration coloniale. La médiation de Benjamin Franklin permit de désamorcer la crise, en promettant de prendre des mesures pour protéger les frontières, en accordant une meilleure représentation aux districts de l'ouest et en amnistiant toutes les personnes impliquées dans les meurtres de Conestoga et Lancaster.
Ultimement, aucune mesure n'est prise par les autorités britanniques contre les personnes responsable du massacre.